# Torneo de Queen's Club 2022
El cinch Championships 2022 fue un evento de tenis del ATP Tour 2022 en la serie ATP 500. Se disputó en Londres, Reino Unido desde el 13 hasta el 19 de junio de 2022.

## Distribución de puntos
| Modalidad            | Campeón | Finalista | Semifinales | Cuartos de final | 2.ª ronda | 1.ª ronda | Clasificados | 2.ª ronda de clasificación | 1.ª ronda de clasificación |
| Individual masculino | 500     | 330       | 200         | 100              | 50        | 0         | 25           | 13                         | 0                          |
| Dobles masculino     | 500     | 300       | 180         | 90               | –         | –         | 45           | 25                         | 0                          |

## Cabezas de serie

### Individual masculino
| Tenista           | Ranking | Preclasificado |
| Casper Ruud       | 6       | 1              |
| Matteo Berrettini | 10      | 2              |
| Cameron Norrie    | 11      | 3              |
| Taylor Fritz      | 14      | 4              |
| Diego Schwartzman | 15      | 5              |
| Denis Shapovalov  | 16      | 6              |
| Marin Čilić       | 17      | 7              |
| Reilly Opelka     | 18      | 8              |

- Ranking del 6 de junio de 2022.[2]

### Dobles masculino
| Tenista                           | Ranking | Preclasificado |
| Rajeev Ram Joe Salisbury          | 3       | 1              |
| Nikola Mektić Mate Pavić          | 8       | 2              |
| Wesley Koolhof Neal Skupski       | 19      | 3              |
| Juan Sebastián Cabal Robert Farah | 22      | 4              |

## Campeones

### Individual masculino
Matteo Berrettini venció a  Filip Krajinović por 7-5, 6-4

### Dobles masculino
Nikola Mektić /  Mate Pavić vencieron a  Lloyd Glasspool /  Harri Heliövaara por 3-6, 7-6(7-3), [10-6]